# Eerste Goirlese Schaakclub
Eerste Goirlese Schaakclub (EGS) is een schaakvereniging uit het Brabantse Goirle. De vereniging is aangesloten bij de Noord-Brabantse Schaakbond (NBSB) en de Koninklijke Nederlandse Schaakbond (KNSB).

## Algemeen
De vereniging werd opgericht op 1 september 1935. Iedere dinsdagavond is clubavond in Wijkcentrum De Wildacker aan het Van Hoogendorpplein.
Elke vrijdag zijn er schaaklessen voor de jeugd, waarbij gebruik gemaakt wordt van de stappenmethode, een methode die ooit ontwikkeld is door Cor van Wijgerden en Rob Brunia.
EGS komt uit met twee teams in de competitie van de KNSB, waarbij het hoogste team speelt in de vierde klasse van de KNSB en het tweede team in de zevende klasse. De vereniging speelt in een regionale competitie met onder andere S.V. En Passant uit Chaam, en in verscheidene competities bij de NBSB.
EGS organiseert ieder jaar - in de maand augustus - het Goirles Weekend Kampioenschap, een weekendschaaktoernooi.